# Aplikacja prawnicza
Aplikacja prawnicza – proces szkolenia teoretycznego i praktycznego absolwenta studiów prawniczych mający na celu przygotowanie go do wykonywania określonego zawodu prawniczego, odbywający się w miejscach i w czasie określonym szczegółowymi przepisami i kończy się zdaniem stosownego egzaminu państwowego. Celem aplikacji jest przygotowanie aplikanta do należytego i samodzielnego wykonywania zawodu.

## Aplikacje prawnicze w Polsce
W Polsce aplikant najczęściej musi mieć ukończone z tytułem magistra wyższe studia prawnicze polskie albo zagraniczne uznawane w Polsce, być niekarany oraz korzystać z pełni praw obywatelskich. Selekcja odbywa się poprzez egzamin konkursowy. Po ukończeniu cyklu szkoleniowego przewidzianego programem aplikacji i złożeniu egzaminu zawodowego z wynikiem pozytywnym aplikant może ubiegać się o pełne uprawnienia zawodowe nadawane, w zależności od zawodu, w drodze jednego z poniższych:
- wpis na listę przez właściwy organ samorządu zawodu zaufania publicznego,
- wpis na listę przez Prezesa Urzędu Patentowego RP,
- powołanie przez Ministra Sprawiedliwości –  Prokuratora Generalnego,
- powołanie przez Prezydenta RP,
- powołanie przez prezesa sądu okręgowego.

| Rodzaj aplikacji            | Zdobywany zawód         | Czas trwania                | Dodatkowe wymagania                                                                                         |
| --------------------------- | ----------------------- | --------------------------- | --- |
| adwokacka                   | adwokat                 | 3 lata                      | |
| radcowska                   | radca prawny            | 3 lata                      | |
| sędziowska                  | sędzia                  | 3 lata + asesura            | |
| uzupełniająca sędziowska    | sędzia                  | 1 rok 6 miesięcy            | ponad 2 lata zatrudnienia na stanowisku referendarza sądowego, asystenta sędziego lub asystenta prokuratora |
| prokuratorska               | prokurator              | 3 lata + asesura            | |
| uzupełniająca prokuratorska | prokurator              | 1 rok 6 miesięcy            | ponad 2 lata zatrudnienia na stanowisku referendarza sądowego, asystenta sędziego lub asystenta prokuratora |
| komornicza                  | komornik sądowy         | 2 lata + asesura            | |
| notarialna                  | notariusz               | 3 lata 6 miesięcy + asesura | |
| rzecznikowska               | rzecznik patentowy      | 3 lata                      | |
| kuratorska                  | zawodowy kurator sądowy | 1 rok                       | |